# Saint-Julien (Górna Garonna)
Saint-Julien – miejscowość i gmina we Francji, w regionie Oksytania, w departamencie Górna Garonna.
Według danych na rok 1990 gminę zamieszkiwało 291 osób, a gęstość zaludnienia wynosiła 36 osób/km² (wśród 3020 gmin regionu Midi-Pireneje Saint-Julien plasuje się na 776. miejscu pod względem liczby ludności, natomiast pod względem powierzchni na miejscu 1241.).